# Aqours Second Solo Concert Album
『Aqours Second Solo Concert Album』（アクア セカンド ソロ コンサート アルバム）は、2021年8月1日から2022年7月13日にかけてLantisよりリリースされた、「Aqours」のソロアルバムシリーズ。

## 解説
『ラブライブ!サンシャイン!!』に登場するAqoursメンバーのソロアルバムシリーズの二作目。各メンバーの誕生日当日にリリースされた。
一作目のAqours First Solo Concert Albumはナンバリングシングルを中心に収録したのに対し、本作はテレビアニメ関連の楽曲が収録されている。このため、メンバーごとに収録曲に差異が発生している。
初収録の曲は太字で表記する。

### Disc 1の収録曲の差異について
Disc 1では、歌っていないメンバーが特定の曲を歌うと、辻褄が合わなくなってしまう。このため、2年生メンバーは10曲、1年生メンバーは8曲、3年生メンバーは7曲と収録曲数にバラツキがある。
- 「決めたよHand in Hand」「ダイスキだったらダイジョウブ！」：2年生メンバーのみ収録
- 「夢で夜空を照らしたい」：3年生メンバーは未収録

## Takami Chika
『LoveLive! Sunshine!! Second Solo Concert Album ～THE STORY OF FEATHER～ starring Takami Chika』（ラブライブ！サンシャイン!! セカンド ソロ コンサート アルバム 〜ザ ストーリー オブ フェザー〜 スターリング たかみ ちか）は高海千歌（伊波杏樹）のソロアルバム。2021年8月1日に発売された。
このCDにのみ、ソロアルバム9枚を収納できる三方背ケースが付属する。
チャート成績
7月30日付のオリコンデイリーランキングでは、5位にランクインし、翌日の7月31日付では2位に浮上した。8月9日付のオリコン週間アルバムランキングでは、11位にランクイン。8月9日付のオリコン週間アニメアルバムランキングでは、3位にランクインした。
収録曲
- 全作詞：畑亜貴

Disc1
1. 青空Jumping Heart
2. ハミングフレンド
3. 決めたよHand in Hand
4. ダイスキだったらダイジョウブ！
5. 夢で夜空を照らしたい
6. 未熟DREAMER
7. 想いよひとつになれ
8. MIRAI TICKET
9. サンシャインぴっかぴか音頭
10. ユメ語るよりユメ歌おう

Disc2
1. 未来の僕らは知ってるよ
2. 君の瞳を巡る冒険
3. MY舞☆TONIGHT
4. MIRACLE WAVE
5. WATER BLUE NEW WORLD
6. WONDERFUL STORIES
7. “MY LIST” to you!
8. 勇気はどこに？君の胸に！
9. OKAWARI Happy life!

作曲：イワツボコーダイ、TAKAROT、Shoma Yamamoto 編曲：Shoma Yamamoto、TAKAROT

## Sakurauchi Riko
『LoveLive! Sunshine!! Second Solo Concert Album ～THE STORY OF FEATHER～ starring Sakurauchi Riko』（ラブライブ！サンシャイン!! セカンド ソロ コンサート アルバム 〜ザ ストーリー オブ フェザー〜 スターリング さくらうち りこ）は桜内梨子（逢田梨香子）のソロアルバム。2021年9月19日発売。
チャート成績
9月17日付のオリコンデイリーランキングでは、4位にランクインし、翌日の9月18日付では2位に浮上した。9月27日付のオリコン週間アルバムランキングでは、9位にランクイン。9月27日付のオリコン週間アニメアルバムランキングでは、5位にランクインした。
収録曲
- 全作詞：畑亜貴

Disc1
1. 青空Jumping Heart
2. ハミングフレンド
3. 決めたよHand in Hand
4. ダイスキだったらダイジョウブ！
5. 夢で夜空を照らしたい
6. 未熟DREAMER
7. 想いよひとつになれ
8. MIRAI TICKET
9. サンシャインぴっかぴか音頭
10. ユメ語るよりユメ歌おう

Disc2
1. 未来の僕らは知ってるよ
2. 君の瞳を巡る冒険
3. MY舞☆TONIGHT
4. MIRACLE WAVE
5. WATER BLUE NEW WORLD
6. WONDERFUL STORIES
7. “MY LIST” to you!
8. 勇気はどこに？君の胸に！
9. Love Spiral Tower

作曲・編曲：中村 歩、菊池博人

## Kurosawa Ruby
『LoveLive! Sunshine!! Second Solo Concert Album ～THE STORY OF FEATHER～ starring Kurosawa Ruby』（ラブライブ！サンシャイン!! セカンド ソロ コンサート アルバム 〜ザ ストーリー オブ フェザー〜 スターリング くろさわ るびぃ）は黒澤ルビィ（降幡愛）のソロアルバム。2021年9月21日発売。
チャート成績
9月17日付のオリコンデイリーランキングでは、5位にランクインし、翌々日の9月19日付では2位に浮上した。9月27日付のオリコン週間アルバムランキングでは、16位にランクインし、翌週の10月4日付では15位に浮上。9月27日付のオリコン週間アニメアルバムランキングでは、9位にランクインし、翌週の10月4日付では6位に浮上した。
収録曲
- 全作詞：畑亜貴

Disc1
1. 青空Jumping Heart
2. ハミングフレンド
3. 夢で夜空を照らしたい
4. 未熟DREAMER
5. 想いよひとつになれ
6. MIRAI TICKET
7. サンシャインぴっかぴか音頭
8. ユメ語るよりユメ歌おう

Disc2
1. 未来の僕らは知ってるよ
2. 君の瞳を巡る冒険
3. MY舞☆TONIGHT
4. MIRACLE WAVE
5. WATER BLUE NEW WORLD
6. WONDERFUL STORIES
7. “MY LIST” to you!
8. 勇気はどこに？君の胸に！
9. 1STAR

作曲・編曲：田中マッシュ

## Kurosawa Dia
『LoveLive! Sunshine!! Second Solo Concert Album ～THE STORY OF FEATHER～ starring Kurosawa Dia』（ラブライブ！サンシャイン!! セカンド ソロ コンサート アルバム 〜ザ ストーリー オブ フェザー〜 スターリング くろさわ だいや）は黒澤ダイヤ（小宮有紗）のソロアルバム。2022年1月1日発売。
チャート成績
2021年12月28日付のオリコンデイリーランキングでは、2位にランクインし、翌々日の12月30日付では1位に浮上した。2022年1月10日付のオリコン週間アルバムランキングでは、3位にランクインした。2022年1月10日付のオリコン週間アニメアルバムランキングでは、1位にランクインした。
収録曲
- 全作詞：畑亜貴

Disc1
1. 青空Jumping Heart
2. ハミングフレンド
3. 未熟DREAMER
4. 想いよひとつになれ
5. MIRAI TICKET
6. サンシャインぴっかぴか音頭
7. ユメ語るよりユメ歌おう

Disc2
1. 未来の僕らは知ってるよ
2. 君の瞳を巡る冒険
3. MY舞☆TONIGHT
4. MIRACLE WAVE
5. WATER BLUE NEW WORLD
6. WONDERFUL STORIES
7. “MY LIST” to you!
8. 勇気はどこに？君の胸に！
9. MOTTO-ZUTTO be with you

作曲：Yuya Fujinaka、Jays 編曲：Jays

## Matsuura Kanan
『LoveLive! Sunshine!! Second Solo Concert Album ～THE STORY OF FEATHER～ starring Matsuura Kanan』（ラブライブ！サンシャイン!! セカンド ソロ コンサート アルバム 〜ザ ストーリー オブ フェザー〜 スターリング まつうら かなん）は松浦果南（諏訪ななか）のソロアルバム。2022年2月10日発売。
チャート成績
2月9日付のオリコンデイリーランキングでは、2位にランクインした。2月21日付のオリコン週間アルバムランキングでは、10位にランクインした。2月21日付のオリコン週間アニメアルバムランキングでは、5位にランクインした。
収録曲
- 全作詞：畑亜貴

Disc1
1. 青空Jumping Heart
2. ハミングフレンド
3. 未熟DREAMER
4. 想いよひとつになれ
5. MIRAI TICKET
6. サンシャインぴっかぴか音頭
7. ユメ語るよりユメ歌おう

Disc2
1. 未来の僕らは知ってるよ
2. 君の瞳を巡る冒険
3. MY舞☆TONIGHT
4. MIRACLE WAVE
5. WATER BLUE NEW WORLD
6. WONDERFUL STORIES
7. “MY LIST” to you!
8. 勇気はどこに？君の胸に！
9. RAN KAKERU RAN

作曲・編曲：高田暁

## Kunikida Hanamaru
『LoveLive! Sunshine!! Second Solo Concert Album ～THE STORY OF FEATHER～ starring Kunikida Hanamaru』（ラブライブ！サンシャイン!! セカンド ソロ コンサート アルバム 〜ザ ストーリー オブ フェザー〜 スターリング くにきだ はなまる）は国木田花丸（高槻かなこ）のソロアルバム。2022年3月4日発売。
チャート成績
3月3日付のオリコンデイリーランキングでは、1位にランクインした。3月14日付のオリコン週間アルバムランキングでは、8位にランクインした。3月14日付のオリコン週間アニメアルバムランキングでは、4位にランクインした。
収録曲
- 全作詞：畑亜貴

Disc1
1. 青空Jumping Heart
2. ハミングフレンド
3. 夢で夜空を照らしたい
4. 未熟DREAMER
5. 想いよひとつになれ
6. MIRAI TICKET
7. サンシャインぴっかぴか音頭
8. ユメ語るよりユメ歌おう

Disc2
1. 未来の僕らは知ってるよ
2. 君の瞳を巡る冒険
3. MY舞☆TONIGHT
4. MIRACLE WAVE
5. WATER BLUE NEW WORLD
6. WONDERFUL STORIES
7. “MY LIST” to you!
8. 勇気はどこに？君の胸に！
9. やあ！行雲流水！？

作曲・編曲：白須賀 悟

## Watanabe You
『LoveLive! Sunshine!! Second Solo Concert Album ～THE STORY OF FEATHER～ starring Watanabe You』（ラブライブ！サンシャイン!! セカンド ソロ コンサート アルバム 〜ザ ストーリー オブ フェザー〜 スターリング わたなべ よう）は渡辺曜（斉藤朱夏）のソロアルバム。2022年4月17日発売。
チャート成績
4月15日付のオリコンデイリーランキングでは、2位にランクインし、4月18日付では1位に浮上した。4月25日付のオリコン週間アルバムランキングでは、9位にランクインし、翌週の5月2日付では7位に浮上した。4月25日付のオリコン週間アニメアルバムランキングでは、3位にランクインし、翌週の5月2日付では2位に浮上した。
収録曲
- 全作詞：畑亜貴

Disc1
1. 青空Jumping Heart
2. ハミングフレンド
3. 決めたよHand in Hand
4. ダイスキだったらダイジョウブ！
5. 夢で夜空を照らしたい
6. 未熟DREAMER
7. 想いよひとつになれ
8. MIRAI TICKET
9. サンシャインぴっかぴか音頭
10. ユメ語るよりユメ歌おう

Disc2
1. 未来の僕らは知ってるよ
2. 君の瞳を巡る冒険
3. MY舞☆TONIGHT
4. MIRACLE WAVE
5. WATER BLUE NEW WORLD
6. WONDERFUL STORIES
7. “MY LIST” to you!
8. 勇気はどこに？君の胸に！
9. Paradise Chime

作曲：TAKAROT、FUNK UCHINO 編曲：TAKAROT

## Ohara Mari
『LoveLive! Sunshine!! Second Solo Concert Album ～THE STORY OF FEATHER～ starring Ohara Mari』（ラブライブ！サンシャイン!! セカンド ソロ コンサート アルバム 〜ザ ストーリー オブ フェザー〜 スターリング おはら まり）は小原鞠莉（鈴木愛奈）のソロアルバム。2022年6月13日発売。
チャート成績
6月11日付のオリコンデイリーランキングでは、2位にランクインした。6月20日付のオリコン週間アルバムランキングでは、11位にランクインした。6月20日付のオリコン週間アニメアルバムランキングでは、2位にランクインした。
収録曲
- 全作詞：畑亜貴

Disc1
1. 青空Jumping Heart
2. ハミングフレンド
3. 未熟DREAMER
4. 想いよひとつになれ
5. MIRAI TICKET
6. サンシャインぴっかぴか音頭
7. ユメ語るよりユメ歌おう

Disc2
1. 未来の僕らは知ってるよ
2. 君の瞳を巡る冒険
3. MY舞☆TONIGHT
4. MIRACLE WAVE
5. WATER BLUE NEW WORLD
6. WONDERFUL STORIES
7. “MY LIST” to you!
8. 勇気はどこに？君の胸に！
9. Love is all, I sing love is all!

作曲：TAKUYA 編曲：村山☆潤

## Tsushima Yoshiko
『LoveLive! Sunshine!! Second Solo Concert Album ～THE STORY OF FEATHER～ starring Tsushima Yoshiko』（ラブライブ！サンシャイン!! セカンド ソロ コンサート アルバム 〜ザ ストーリー オブ フェザー〜 スターリング つしま よしこ）は津島善子（小林愛香）のソロアルバム。2022年7月13日発売。
新曲である「迷冥探偵ヨハネ」は、東京ドームで行われた6thライブ追加公演で予告無く初めて披露され、披露後に試聴動画が公開される異例の方式となった。
チャート成績
7月12日付のオリコンデイリーランキングでは、7位にランクインした。7月25日付のオリコン週間アルバムランキングでは、10位にランクインした。7月25日付のオリコン週間アニメアルバムランキングでは、2位にランクインした。
収録曲
- 全作詞：畑亜貴

Disc1
1. 青空Jumping Heart
2. ハミングフレンド
3. 夢で夜空を照らしたい
4. 未熟DREAMER
5. 想いよひとつになれ
6. MIRAI TICKET
7. サンシャインぴっかぴか音頭
8. ユメ語るよりユメ歌おう

Disc2
1. 未来の僕らは知ってるよ
2. 君の瞳を巡る冒険
3. MY舞☆TONIGHT
4. MIRACLE WAVE
5. WATER BLUE NEW WORLD
6. WONDERFUL STORIES
7. “MY LIST” to you!
8. 勇気はどこに？君の胸に！
9. 迷冥探偵ヨハネ

作曲：Ryota Saito , Diz　編曲：Diz